# Kugelmühle (Wilhelmsthal)
Kugelmühle (früher auch Kastnersschneidmühle genannt) ist eine Wüstung auf dem Gemeindegebiet von Wilhelmsthal im Landkreis Kronach (Oberfranken, Bayern).

## Geographie
Die Einöde lag auf einer Höhe von 381 m ü. NHN im tief eingeschnittenen Tal der Kremnitz und war im Westen wie im Osten von bewaldeten Anhöhen umgeben. Sie lag an der Kreisstraße KC 3, die nach Gifting (1 km nördlich) bzw. nach Felsmühle führt (0,5 km südlich).

## Geschichte
Kugelmühle gehörte zur Realgemeinde Gifting. Gegen Ende des 18. Jahrhunderts wurde diese als Schneidmühle genutzt. Das Hochgericht übte das bambergische Centamt Kronach aus. Die Grundherrschaft hatte das Kastenamt Kronach inne.
Mit dem Gemeindeedikt wurde Kugelmühle dem 1808 gebildeten Steuerdistrikt Posseck und der 1818 gebildeten Ruralgemeinde Gifting zugewiesen. Am 1. Juni 1977 wurde Kugelmühle im Zuge der Gebietsreform in Bayern nach Steinberg eingegliedert, die ihrerseits am 1. Mai 1978 nach Wilhelmsthal eingegliedert wurde. In einer topographischen Karte von 1998 wurde das Anwesen noch verzeichnet, mittlerweile ist es abgebrochen.

### Einwohnerentwicklung
| Jahr      | 001818 | 001861 | 001871 | 001885 | 001900 | 001925 | 001950 | 001961 | 001970 | 001987 |
| Einwohner |        | 5      | *      | 8      | 3      | 4      | 4      | 2      | 0      | 0      |
| Häuser    | 1      |        |        | 1      | 1      | 1      | 1      | 1      |        | 1      |
| Quelle    | [ 4 ]  | [ 1 ]  | [ 7 ]  | [ 8 ]  | [ 9 ]  | [ 10 ] | [ 11 ] | [ 12 ] | [ 13 ] | [ 14 ] |

## Religion
Der Ort war ursprünglich rein katholisch und nach St. Johannes der Evangelist (Posseck) gepfarrt.